# Terre de Miranda

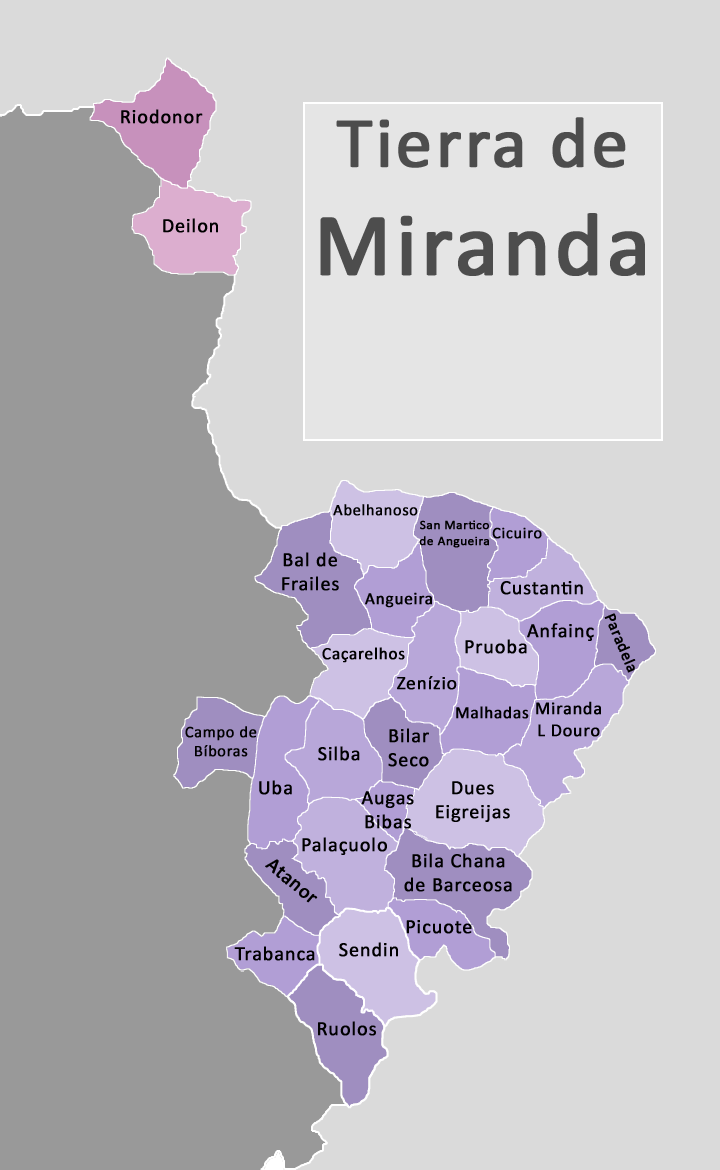
Localités constituant la Terre de Miranda au nord-est du Portugal

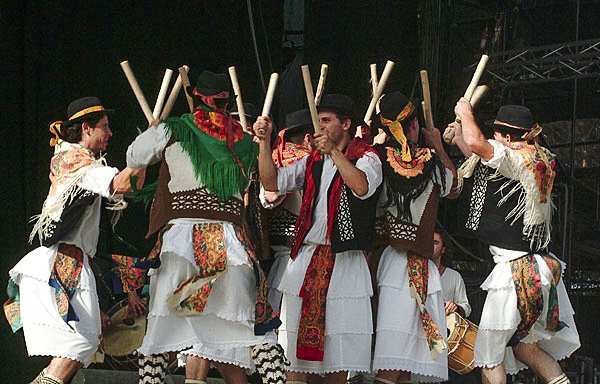
Pauliteiros.

La Terre de Miranda (en mirandais : Tierra de Miranda ; en portugais : Terra de Miranda) est le nom historique du territoire où vivent les personnes parlant le mirandais et celles qui maintiennent la culture mirandaise. Sa superficie est approximativement de 500 km2. Elle se trouve au nord-ouest de la Péninsule Ibérique dans le territoire frontalier de la République du Portugal avec le Royaume d'Espagne.

## Présentation
Ce territoire comprend les communes suivantes : 
- Miranda do Douro
- Vimioso
- Bragance (partiellement)
- Mogadouro (partiellement)
- Macedo de Cavaleiros (partiellement)

Malgré la non reconnaissance juridique, les mirandais continuent à utiliser ce nom qui les rassemblent grâce aux particularités culturelles propres qui les différencient de leurs voisins, comme le mirandais (reconnu comme langue officielle depuis 1999), les Pauliteiros (danseurs traditionnels), le rituel païen pratiqué lors des fêtes de Noël et Pâques appelé farandulo ou la musique de gaïta avec une sonorité particulière.